# Tasteninstrument

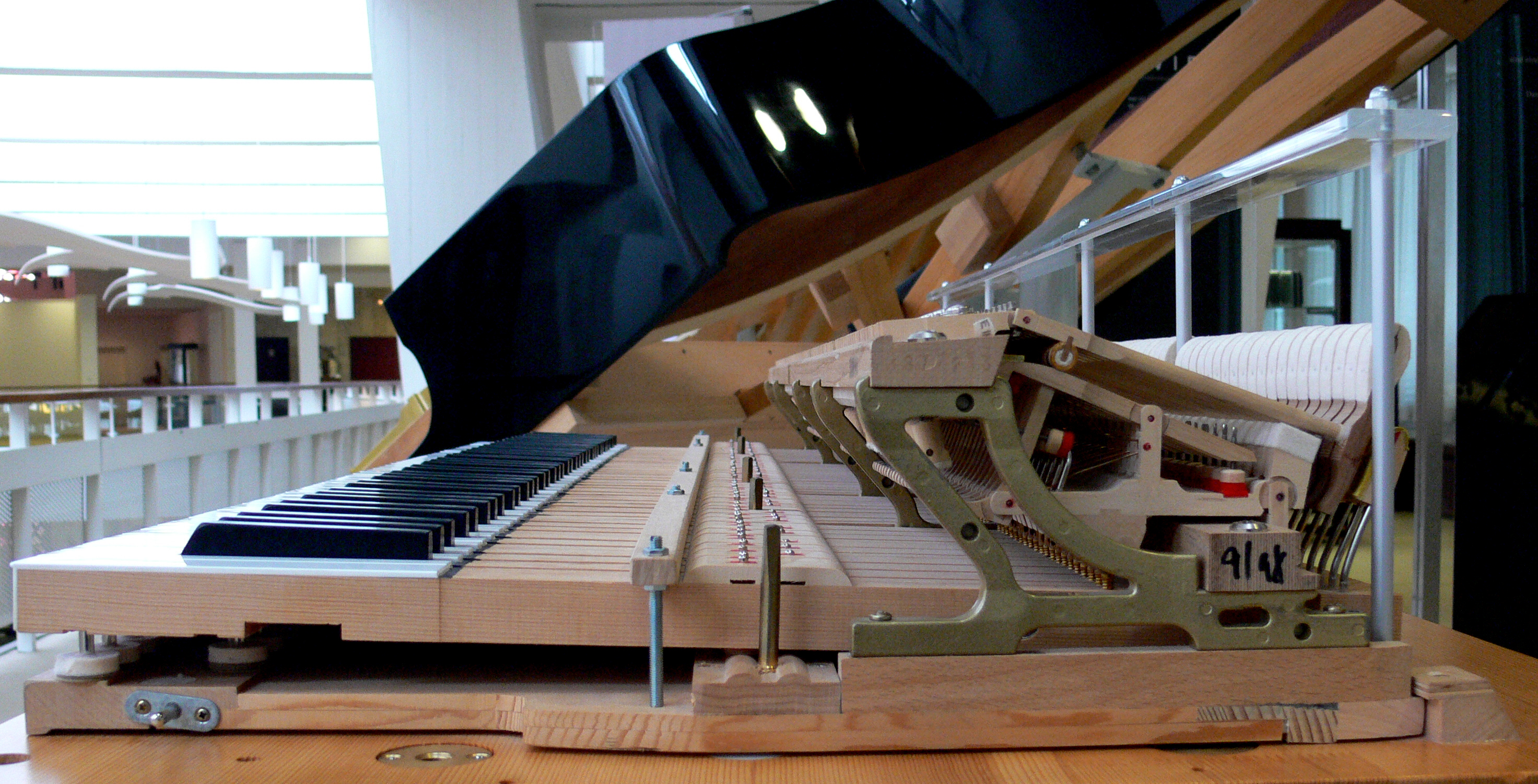
Beispiel einer Flügelklaviatur mit Mechanik

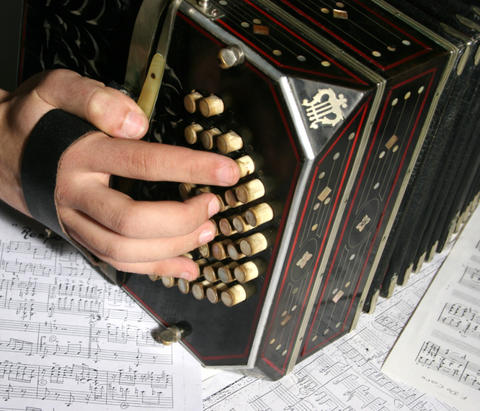
Bandoneon

Ein Tasteninstrument ist ein Musikinstrument, bei welchem der Ton durch Niederdrücken einer oder mehrerer Tasten auf einer Klaviatur indirekt erzeugt wird. Durch die Bewegung der Taste wird ein Mechanismus in Gang gesetzt, welcher die eigentliche Klangerzeugung bewirkt.
Die eigentliche Tonerzeugung kann bei Tasteninstrumenten sehr verschieden sein. Es gibt Chordophone, dessen Saiten angeschlagen (Klavier, Hammerklavier) oder gezupft (Cembalo) werden, Aerophone, die Luft zur Klangerzeugung verwenden (Orgel, Akkordeon) und Idiophone wie die Celesta. Auch unter den Elektrophonen gibt es eine Reihe an Instrumenten.
Elektronische Tasteninstrumente können als Masterkeyboard externe oder integrierte Synthesizer, Sampler oder Computer via MIDI oder USB-Schnittstelle ansteuern. Hardwaresampler und Grooveboxen werden teilweise auch zu den Tasteninstrumente gezählt. Die besitzen keine klassische Tastatur zur Toneingabe, werden aber über Tasten und Regler bedient.
Bei den akustischen Instrumenten der westlich-abendländischen Musik sind weiße und schwarze Tasten auf einer Klaviatur üblich. Andere Anordnungen findet man beim Knopfakkordeon oder Bandoneon, wo statt Tasten Knöpfe bedient werden.
Bei den meisten Tasteninstrumenten sind durch die Tastatur die spielbaren Töne in ihrer Tonhöhe festgelegt; ein nahtloses Hinübergleiten von einem Ton zum anderen ist nicht möglich. Ausnahmen sind elektronische Tasteninstrumente.
Allen Tasteninstrumenten ist gemeinsam, dass sich die Tondauer vom Drücken bis zum Loslassen der Taste exakt steuern lässt (allerdings stellt bei Klavier und Cembalo das Ausklingen der Saite eine natürliche Grenze für die Tondauer dar). Abhängig von der Bauart des spezifischen Tasteninstruments sind weitere musikalische Parameter durch das Spiel beeinflussbar:
- Beim Klavier lässt sich die Lautstärke durch die Anschlagsgeschwindigkeit (Anschlagsdynamik) und eingeschränkt die Klangfarbe durch die Pedale beeinflussen.
- Bei Orgel und Cembalo sind Lautstärke und Klangfarbe indirekt, nämlich durch die Registrierung, beeinflussbar.
- Beim Harmonium sowie bei Handzuginstrumenten wie dem Akkordeon steht der Spieldruck unter unmittelbarer Kontrolle des Spielers und ist eines der wesentlichen Ausdrucksmittel.

Auf den meisten Tasteninstrumenten können mehrere Töne zugleich gespielt werden, sie sind also Harmonieinstrumente.
Im 17. und 18. Jahrhundert stand die Instrumentenbezeichnung Clavier für ein beliebiges Tasteninstrument.

## Beispiele
In folgenden Instrumentengruppen kommen Tasteninstrumente vor:
- Chordophone: („Saitenklinger“): z. B. Klavier, Hammerklavier, Cembalo, Spinett, Virginal, Clavichord, Streichklavier
- Aerophone: („Luftklinger“): z. B. Orgel, Harmonium, Akkordeon, Melodica, Portativ
- Idiophone: („Selbstklinger“): z. B. Celesta, Elektromechanisches Musikinstrument
- Elektrophone: z. B. Digitalpiano, Synthesizer, Keyboard, Hammond-Orgel, Mellotron
- Hybridinstrumente (Kombinationen): z. B. Claviorganum

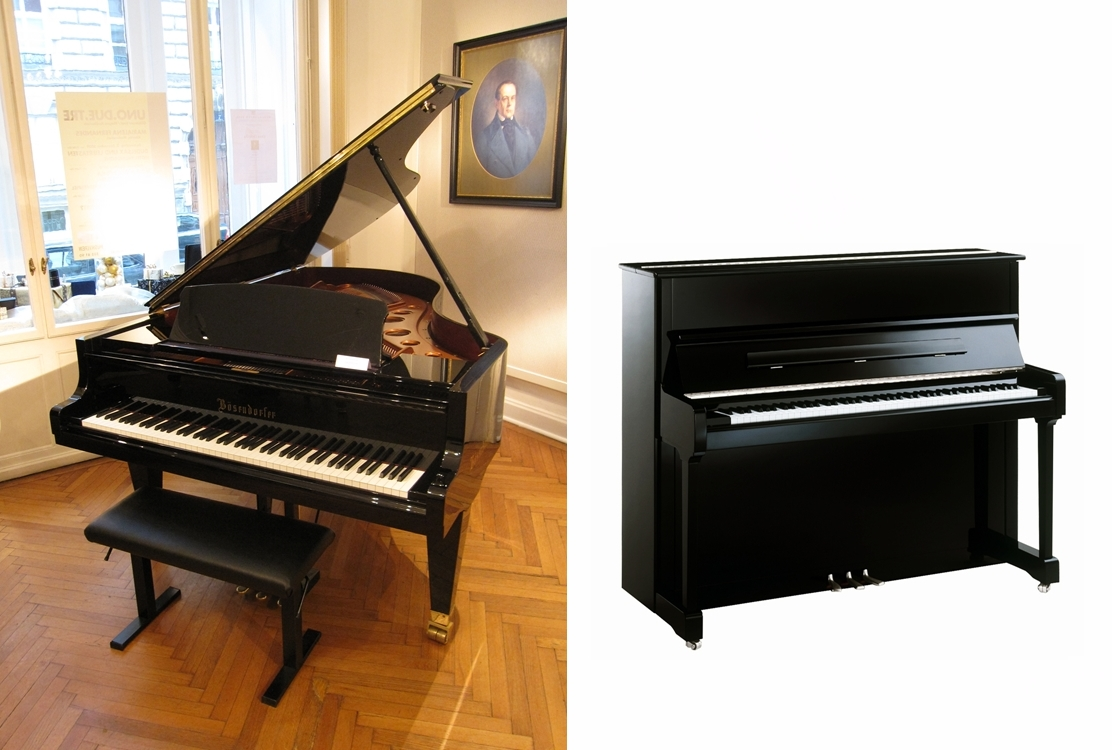
Klaviere: Flügel und Pianino
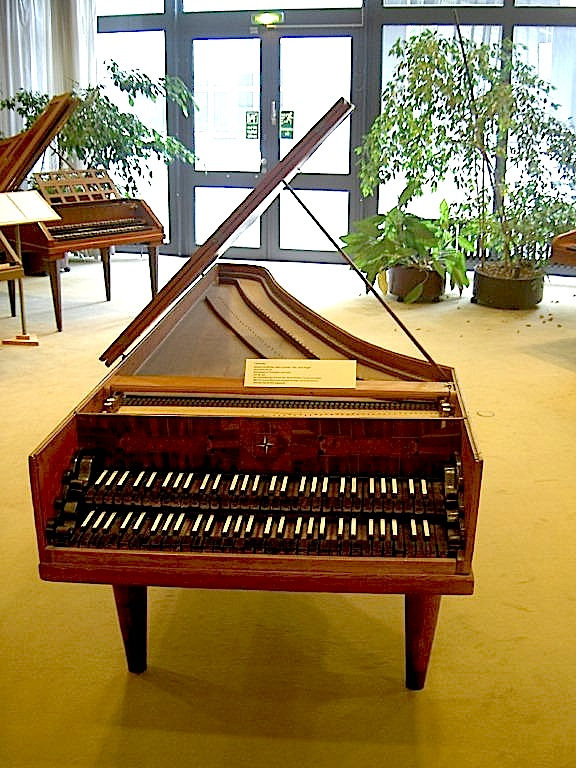
Zweimanualiges Cembalo
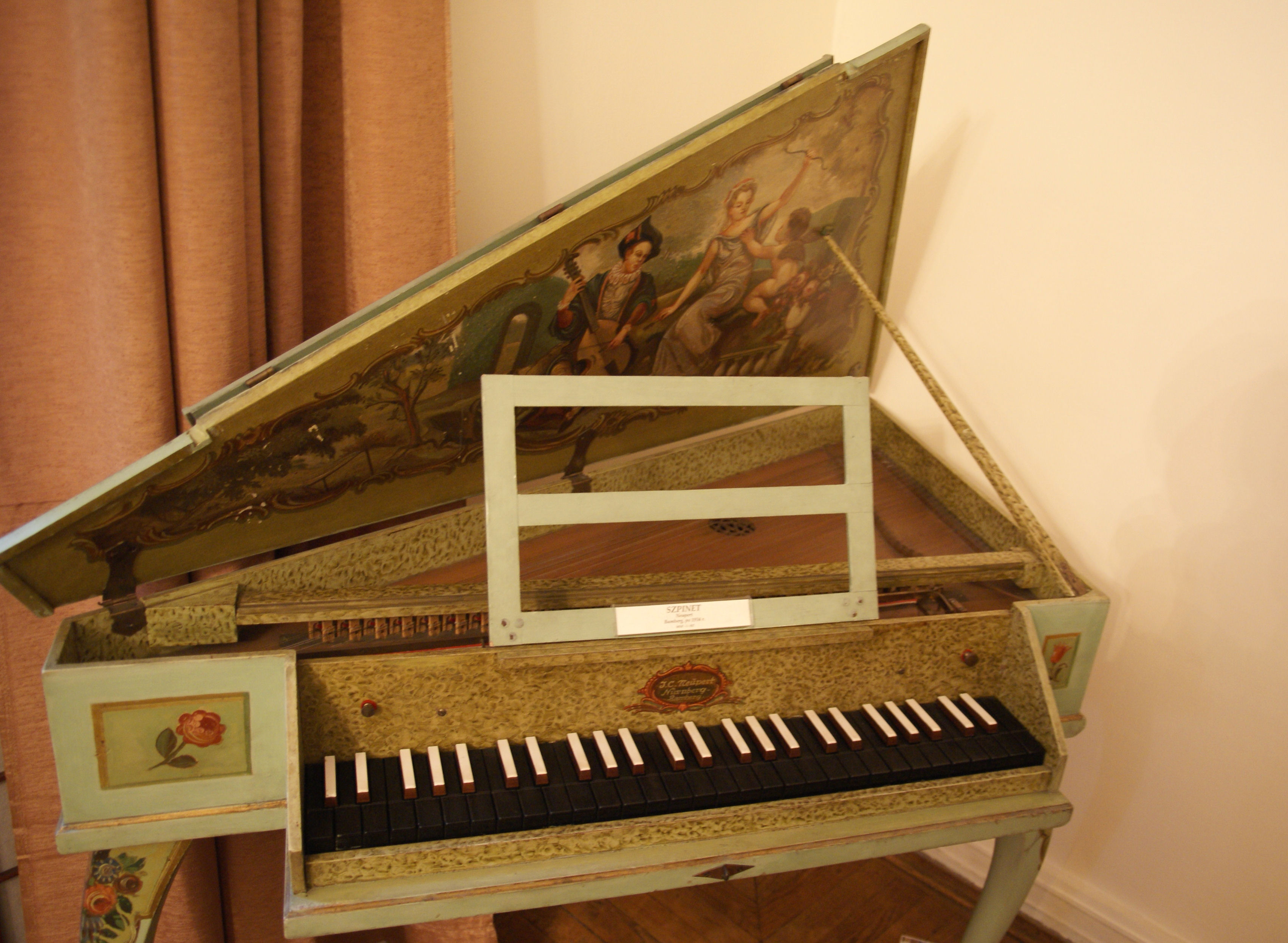
Spinett
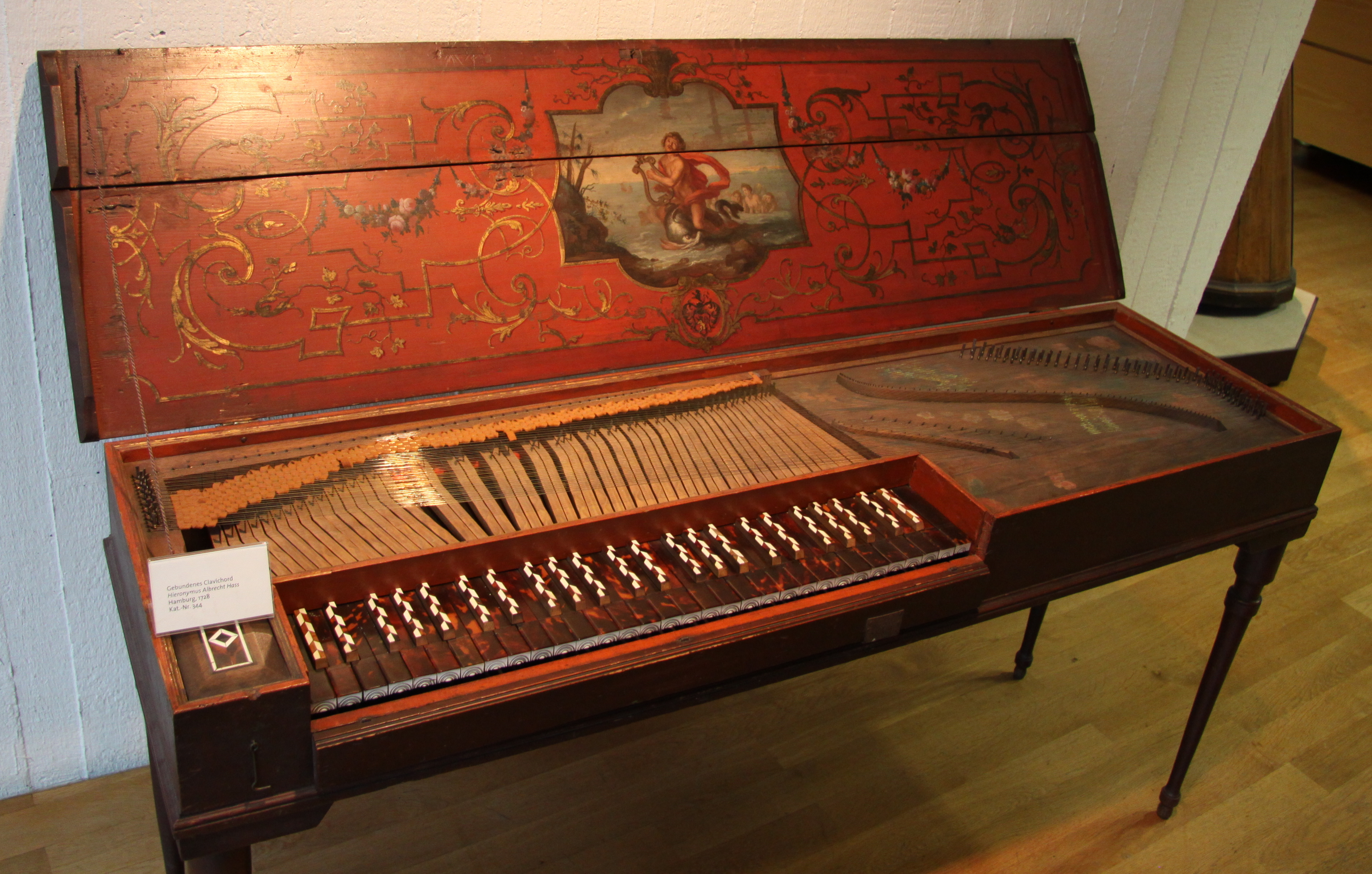
Clavichord
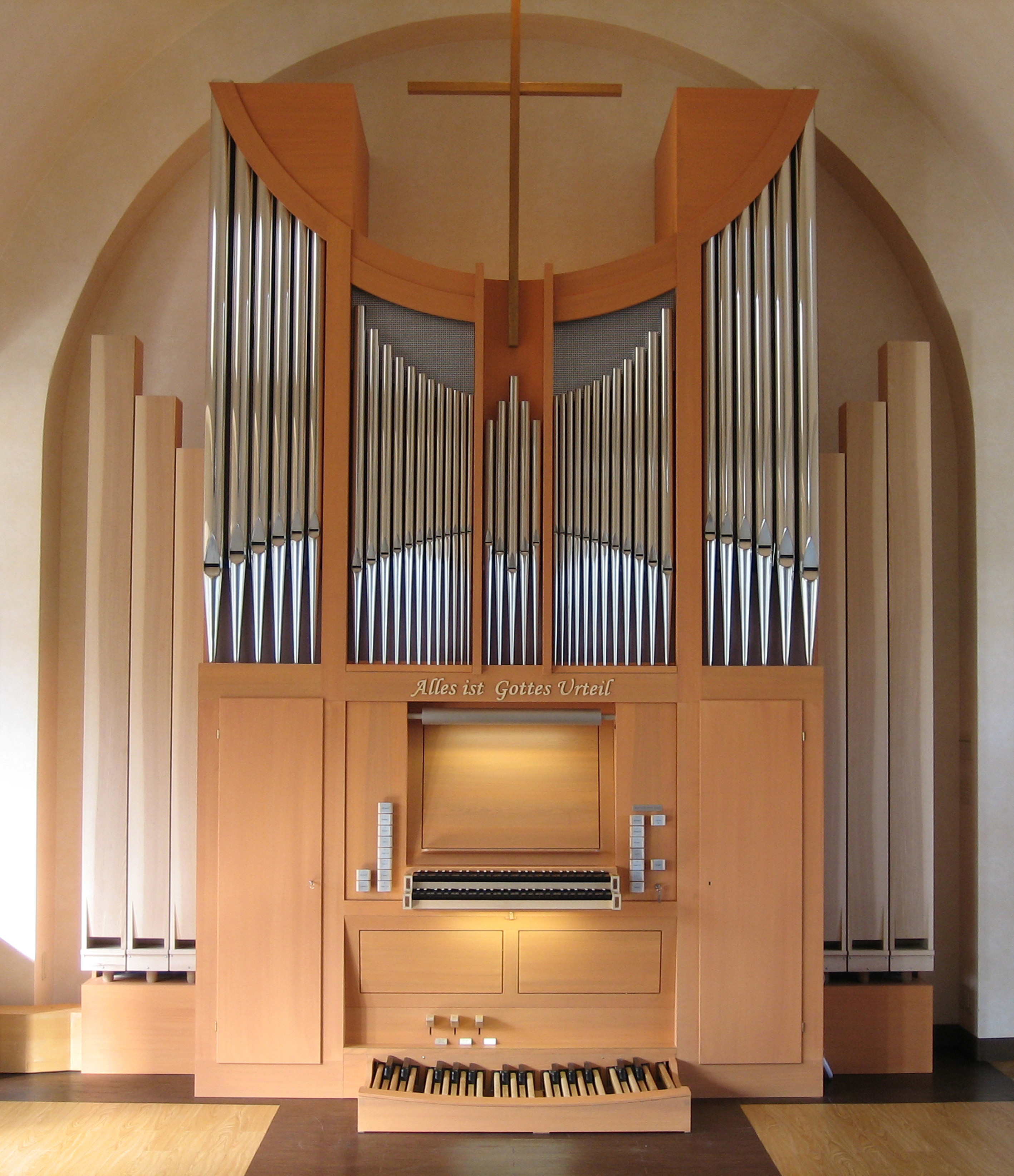
Orgel
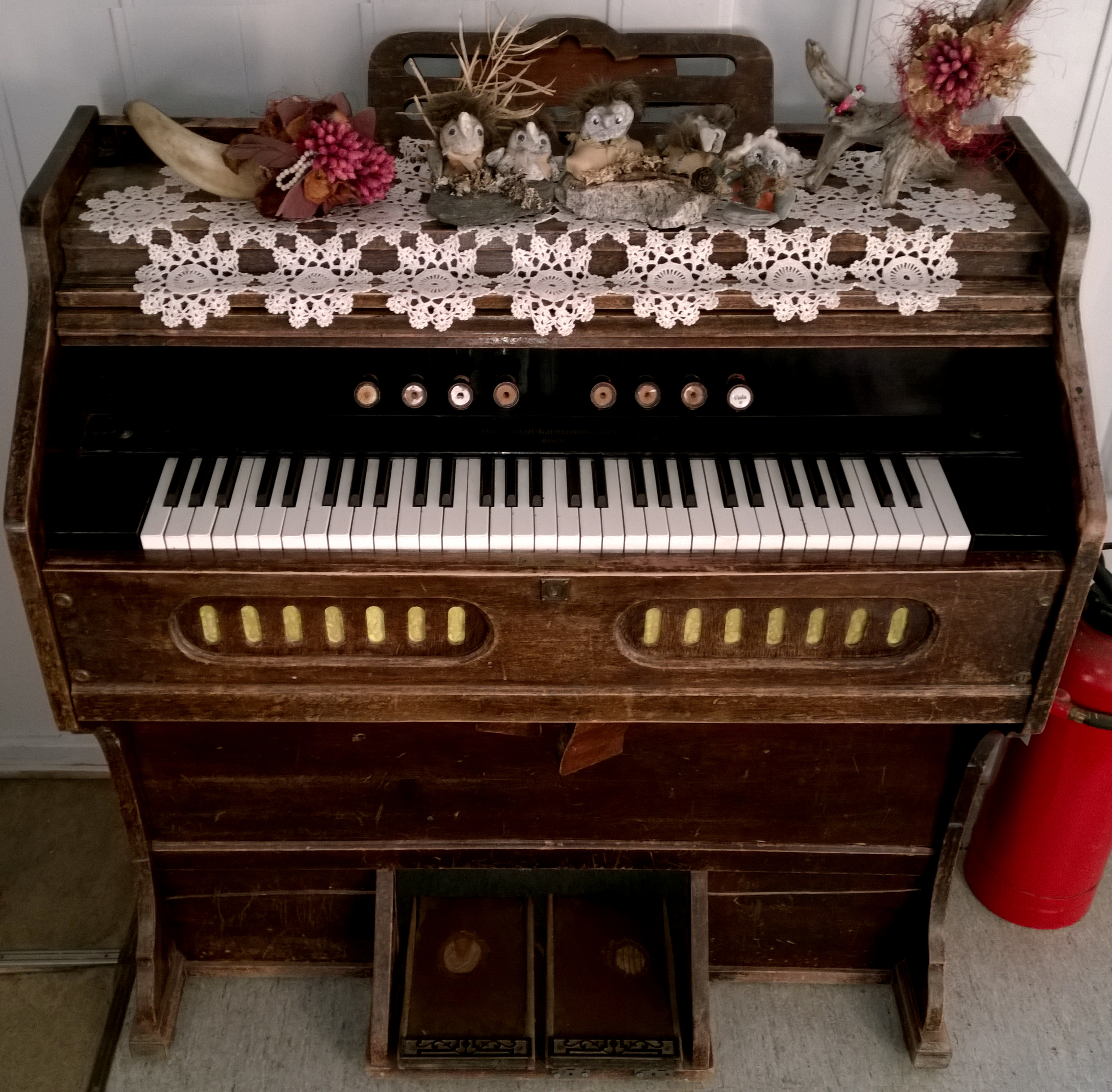
Harmonium
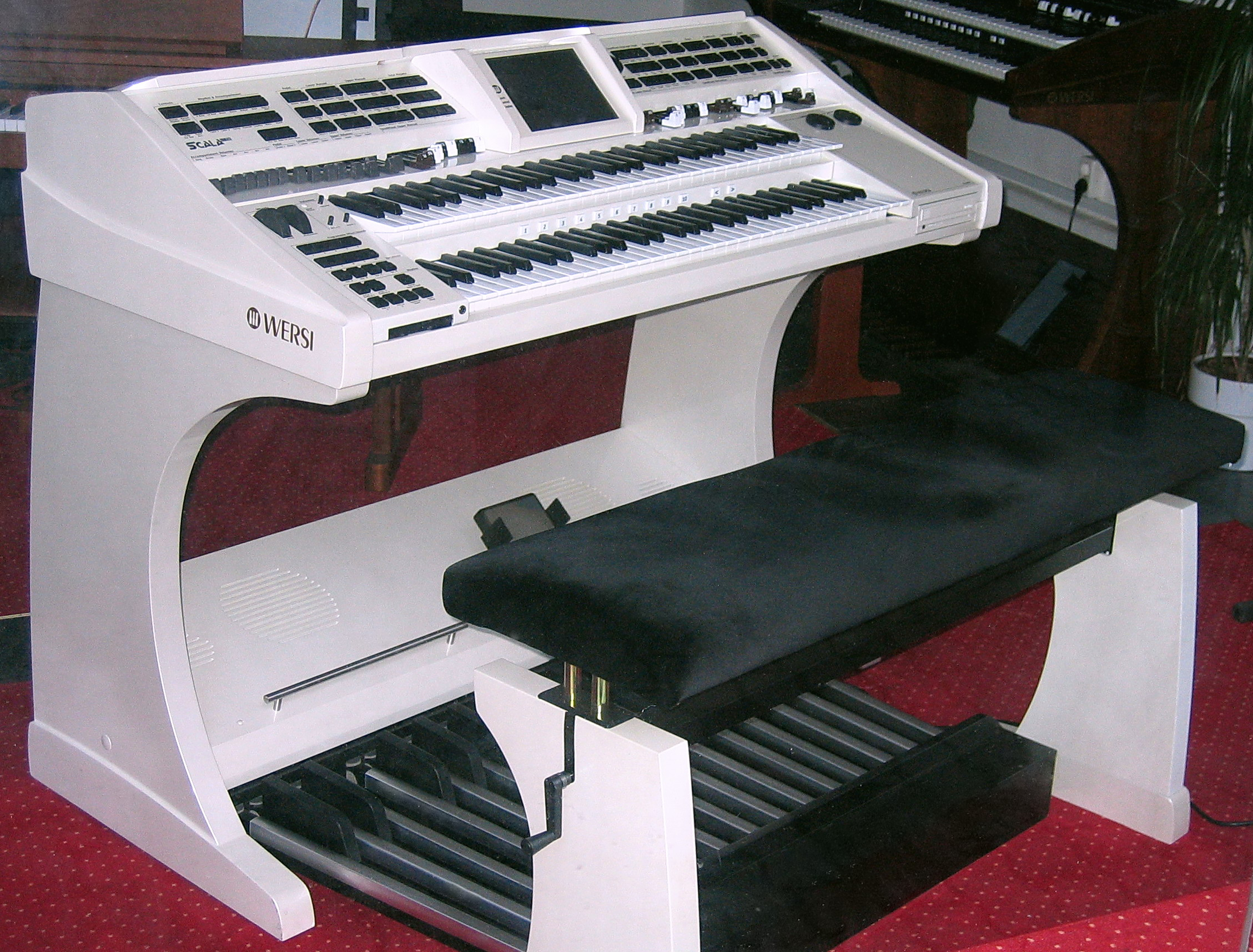
Elektronische Heimorgel
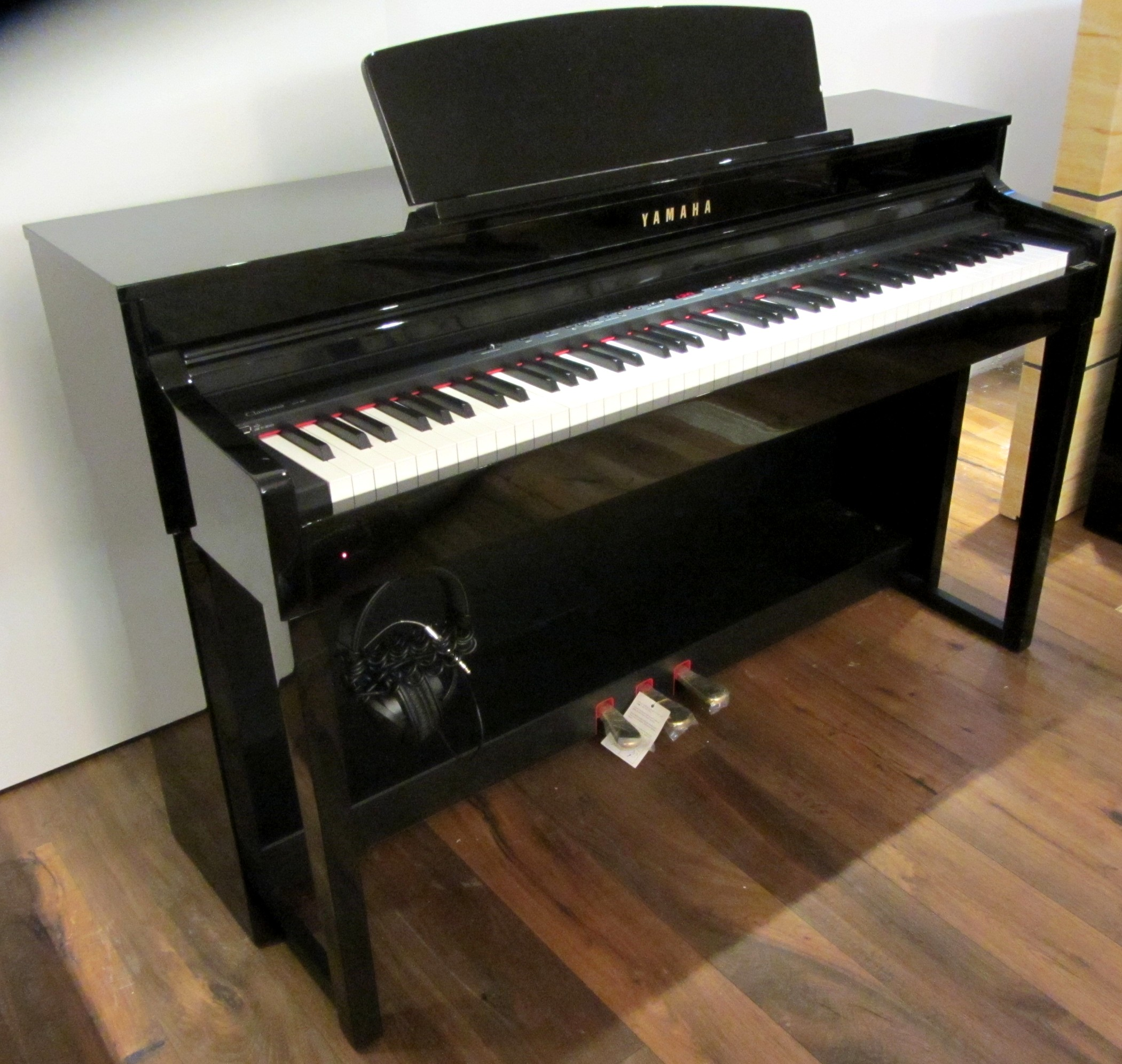
Digitalpiano
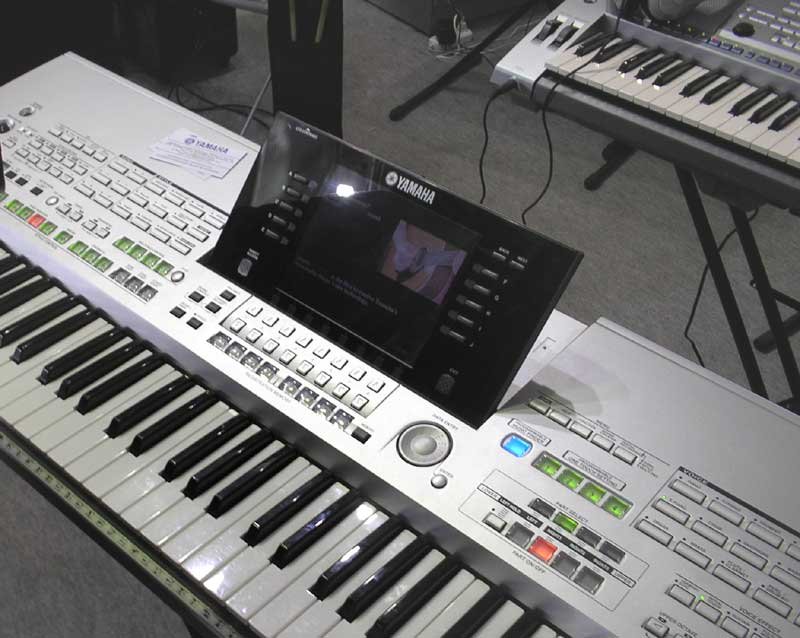
Keyboard
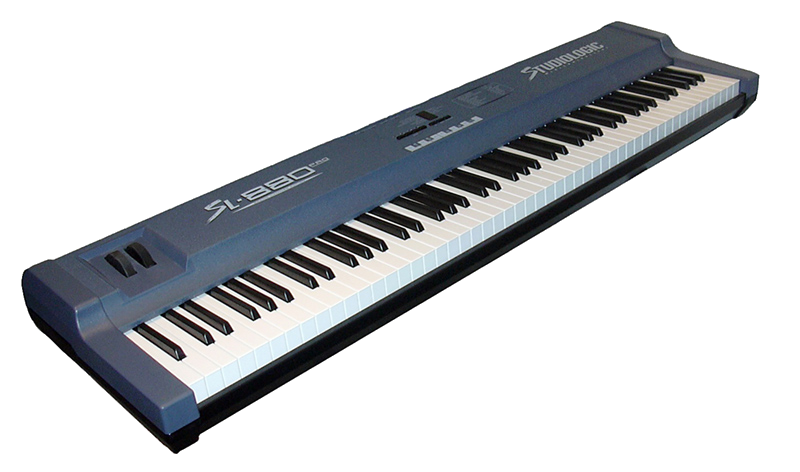
Masterkeyboard
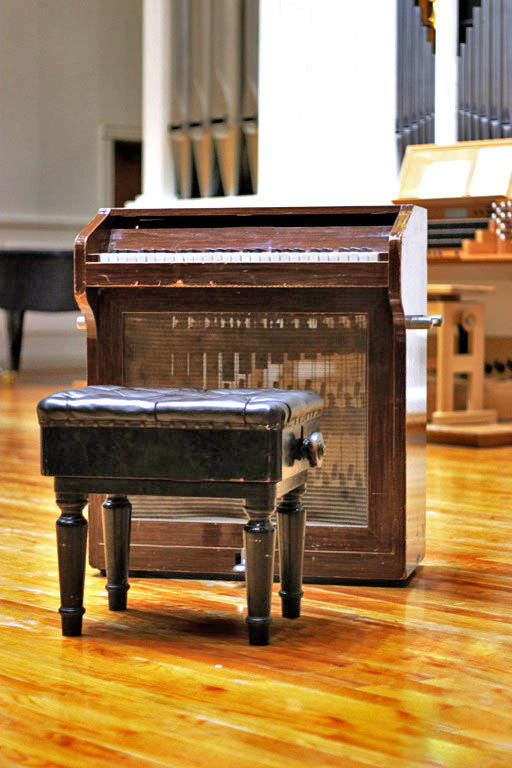
Celesta
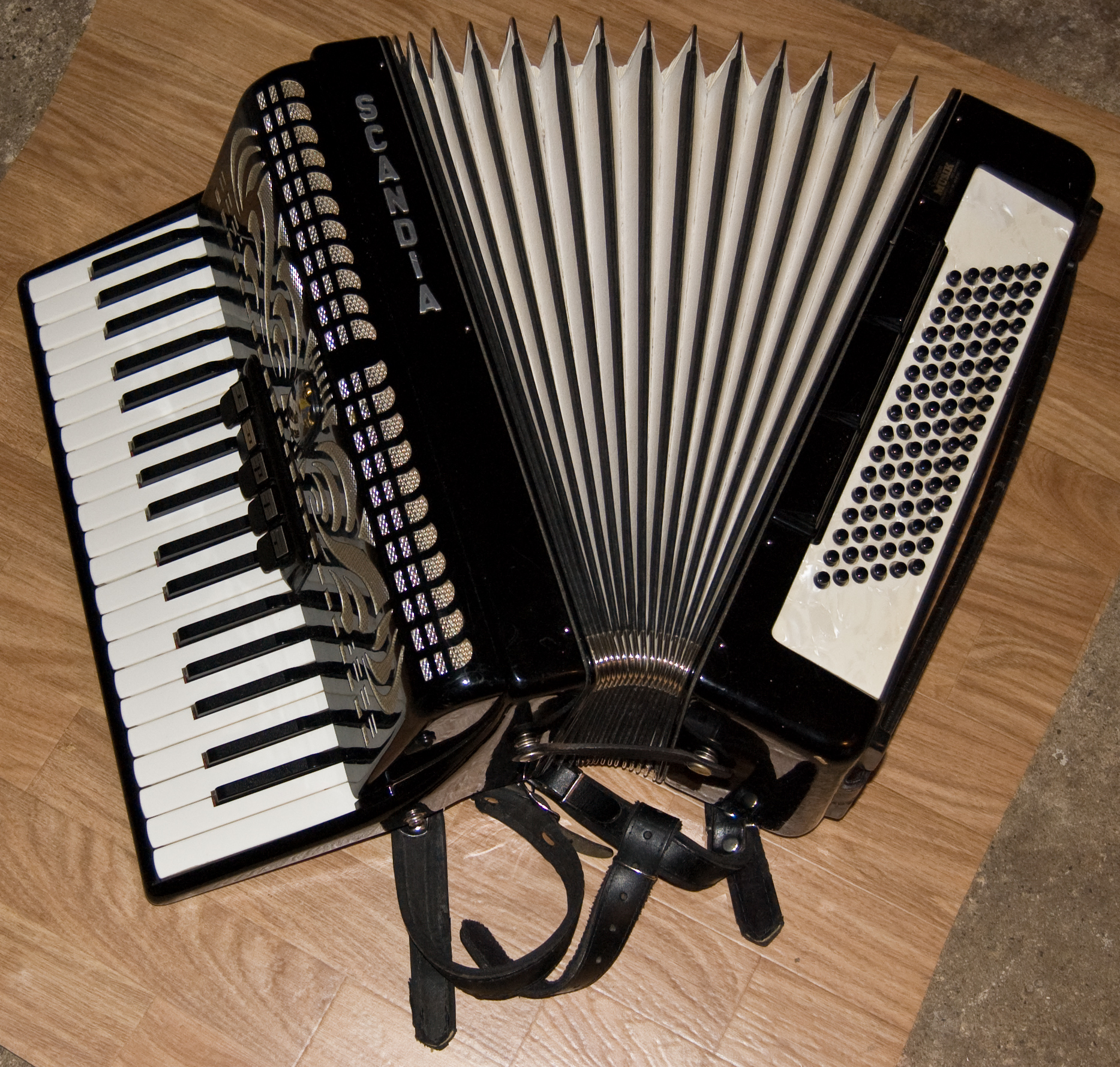
Akkordeon
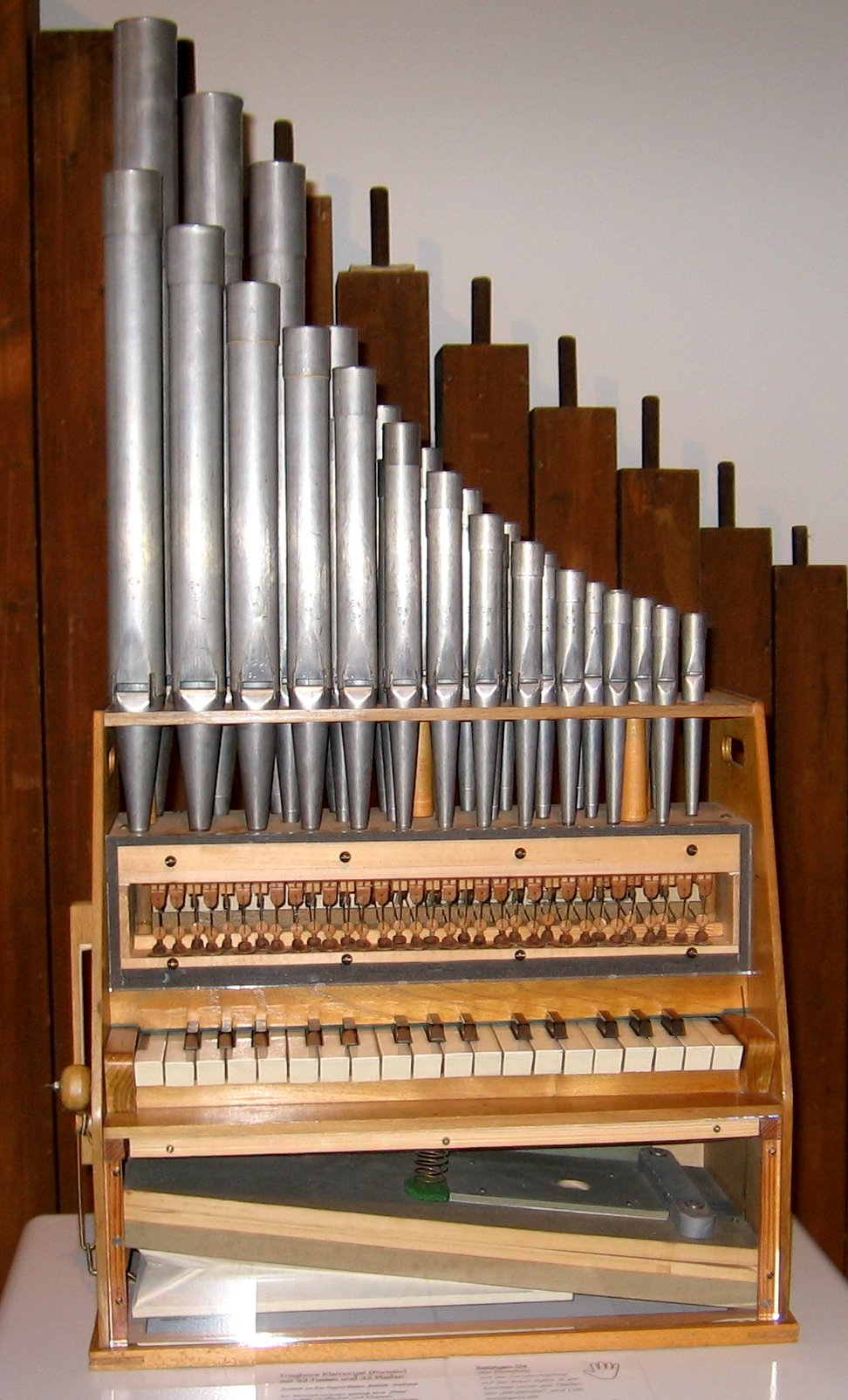
Portativ
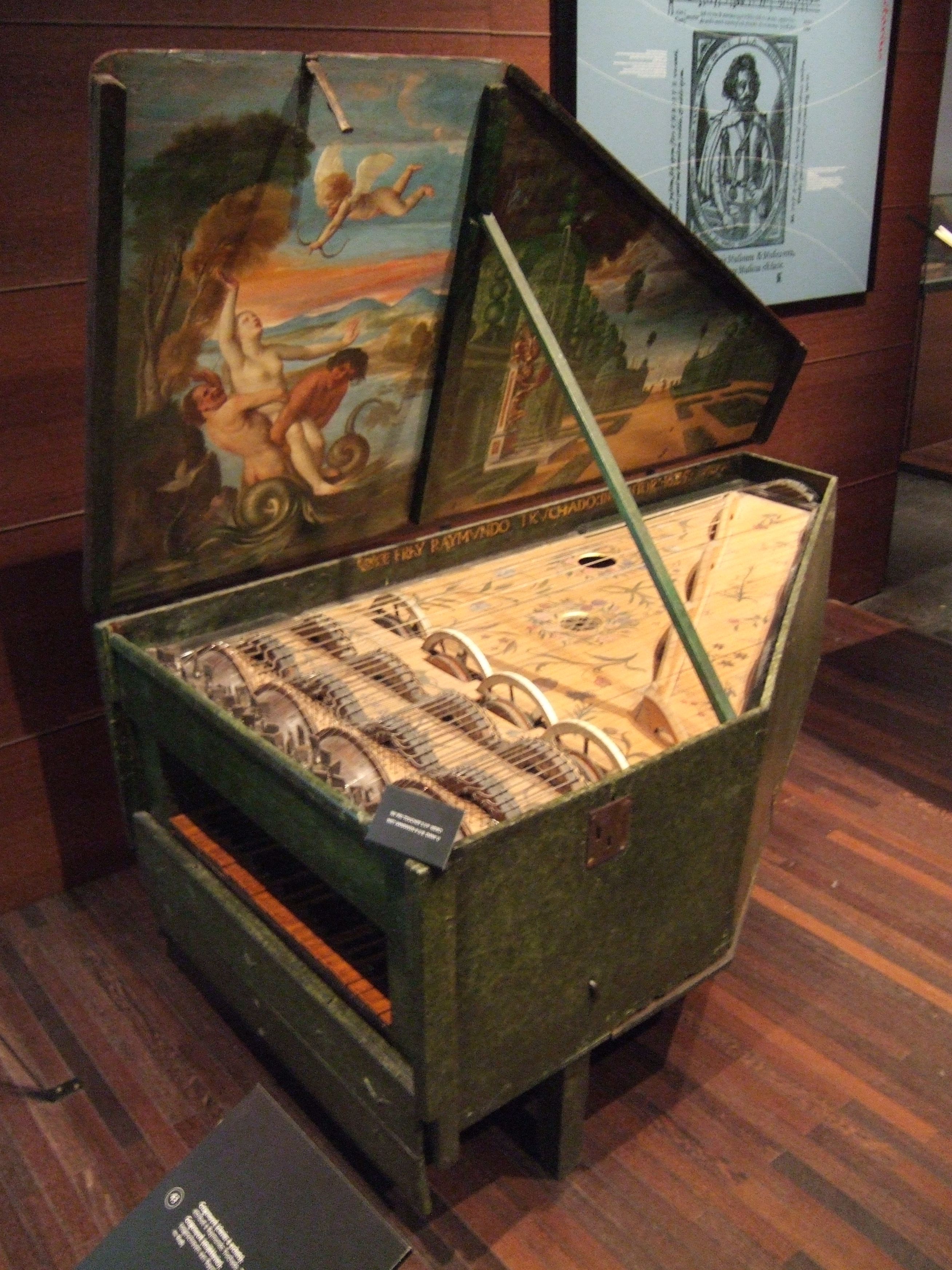
Streichklavier